# Tadeusz Szurman

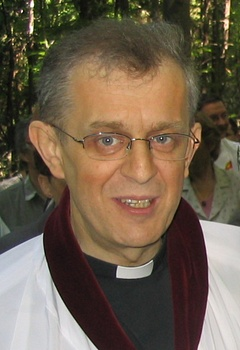
Bischof Tadeusz Szurman

Tadeusz Szurman (* 9. Juli 1954 in Simoradz (Schimoradz) bei Skoczów (Skotschau); † 30. Januar 2014 in Kattowitz) war ein lutherischer Theologe und seit 2002 Bischof der Diözese Katowice der Evangelisch-Augsburgischen Kirche in Polen mit Sitz in Katowice.

## Leben
Tadeusz Szurman wurde am 19. November 1978 von Bischof Janusz Narzyński in Goleszów (Golleschau) zum Pfarrer ordiniert. Anschließend absolvierte er das Vikariat in Świętochłowice (Schwientochlowitz) und war dort bis 1990 Pfarrer.
Während dieser Zeit war er von 1982 bis 1986 Jugendseelsorger der Diözese Kattowitz und von 1984 bis 1990 gesamtpolnischer Seelsorger für Jugendliche. Auch leitete er die Jugendkommission des Polnischen Ökumenischen Rates.
Von 1989 bis 1990 war Tadeusz Szurman Pfarrverwalter in Zabrze und dann ab 1993 Pfarrer der Auferstehungskirche zu Kattowitz.
Szurman war als Diözesanrat Mitglied der gesamtkirchlichen Synode der Evangelisch-Augsburgischen Kirche in Polen. Während ihrer Beratungen im April 1998 wählte die Synode ihn zum Präses.
Im Oktober 2001 wurde Tadeusz Szurman von der Diözesansynode zum Bischof der Diözese Katowice gewählt. Als Nachfolger von Rudolf Pastucha trat er dieses Amt am Epiphanias-Tag (6. Januar) des Jahres 2002 an und übte es bis zu seinem Tode aus. Sein Amtsnachfolger wurde Marian Niemiec.

## Belege
1. ↑  Zmarł śp. ks. bp Tadeusz Szurman, polnisch, abgerufen am 31. Januar 2014

| Personendaten    | Personendaten                                 |
| ---------------- | --------------------------------------------- |
| NAME             | Szurman, Tadeusz                              |
| KURZBESCHREIBUNG | polnischer Theologe und evangelischer Bischof |
| GEBURTSDATUM     | 9. Juli 1954                                  |
| GEBURTSORT       | Simoradz                                      |
| STERBEDATUM      | 30. Januar 2014                               |
| STERBEORT        | Kattowitz                                     |